# Gymnastes (Neogymnastes) perexquisitus
Gymnastes (Neogymnastes) perexquisitus is een tweevleugelige uit de familie steltmuggen (Limoniidae). De soort komt voor in het Neotropisch gebied.